# Stockholms stads militärförsörjningsinrättnings församling
Stockholms stads militärförsörjningsinrättnings församling var en församling i nuvarande Stockholms stift i nuvarande Stockholms kommun. Församlingen uppgick 1878 i Allmänna försörjningsinrättningens församling.

## Administrativ historik
Församlingen bildades 1852 en utbrytning ur Allmänna försörjningsinrättningens församling och återgick dit 1878.